# Hôpital triangulaire de Meilahti
L'Hôpital triangulaire de Meilahti (en finnois : Meilahden kolmiosairaala) est un hôpital du HUS situé à Meilahti à Helsinki en Finlande.

## Description
L'hôpital fait partie du centre hospitalier universitaire d'Helsinki et du HUS.

## Situation géographique
Dans le même quartier se trouvent la tour hospitalière de Meilahti, l'hôpital d'Haartman, la clinique de gynécologie, l'hôpital du parc, l'hôpital des yeux et des oreilles, la clinique d'oncologie, l'hôpital pour enfants et des bâtiments de la faculté de médecine de l'université d'Helsinki.